# بابکوک بورسیگ
بابکوک بورسیگ (انگلیسی: Babcock Borsig) شرکت مهندسی برق آلمانی است، که در سال ۱۹۷۰ تأسیس شد.